# Distretto di Bouhmama
Il distretto di Bouhmama è un distretto della provincia di Khenchela, in Algeria, con capoluogo Bouhmama.

## Comuni
Il distretto di Bouhmama comprende 4 comuni:
- Bouhmama
- Chélia
- Yabous
- M'Sara